# Palazzo Grassi
Palazzo Grassi – pałac w Wenecji.

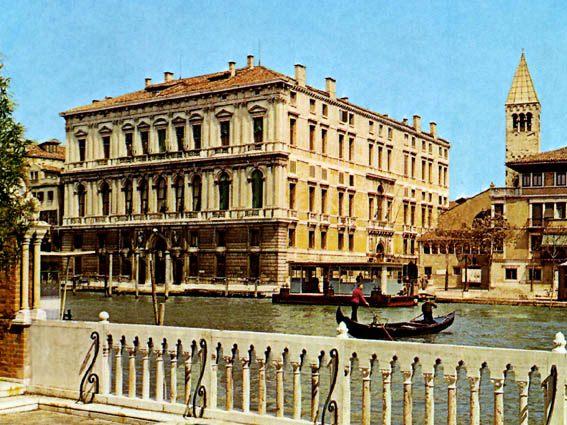
Palazzo Grassi

Jego budowę, na zlecenie bolońskiego rodu Grassi, rozpoczęto ok. roku 1748, prawdopodobnie według projektu Giorgio Massari. Nie jest pewne, kiedy zakończono budowę, ale za najbardziej prawdopodobny przyjmuje się rok 1772. W okresie, gdy budynek był własnością koncernu motoryzacyjnego FIAT w jego wnętrzach organizowano wystawy sztuki. W październiku 2004 roku został sprzedany miastu Wenecja, z przeznaczeniem na kasyno. W 2005 francuski milioner François Pinault nabył pałac, w którym urządził galerię sztuki. W kwietniu 2009 odbyło się tu przyjęcie weselne jego syna François-Henriego Pinaulta oraz aktorki Salmy Hayek.